# Яхья ібн Халід Бармакі
Яг'я ібн Халід Бармакі (738–806) — значний політичний та державний діяч часів Аббасидів, великий візир з 786 до 803 року. Походив з династії Бармакидів.

## Життєпис

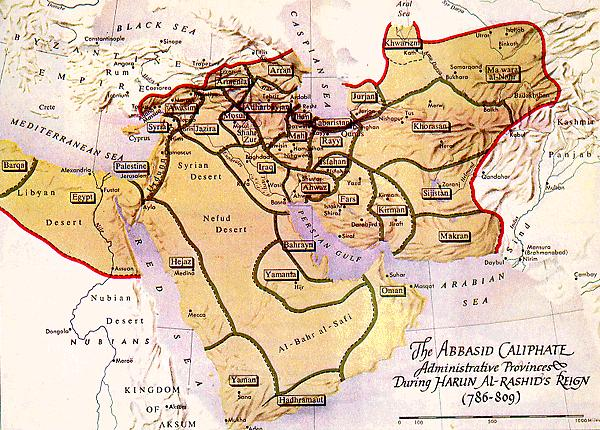
Багдадський халіфат за часів Яг'ї ібн Халіда Бармакі

Стосовно молодих років Яг'ї мало відомостей. Початком своєї кар'єри він завдячує своєму батькові Халіду ібн Бармаку. В 765 (або 769) році його призначають намісником Азербайджану. На цій посаді Яг'я проявив себе як талановитий адміністратор. Збудував тут багато суспільнокорисних споруд. Після цього він був призначений валі міста Басра. Тут Яг'я ібн Халід збудував канал Сіхан.
Визнаючи значні заслуги Яг'ї переди династією Аббасидів аль-Махді призначив його наставником майбутнього халіфа Гаруна ар-Рашида. З 779 року Яг'я ібн Халід очолює канцелярію Гаруна, який на той час був намісником Заходу (територій халіфату на захід від Багдаду). Після приходу до влади Муси аль-Хаді у 785 році Яг'я потрапив до в'язниці як прихильник Гаруна ар-Рашида.
Після того, як халіфом став Гарун ар-Рашид у 786 році Яг'ю ібн Халіда Бармакі було призначено великим визірем з необмеженими повноваженнями. З цього часу він став фактичним володарем Багдадського халіфату разом із своїми синами — Фадлом, Джаафаром, Мусою й Мухаммедом.
Окрім управління державними справами Яг'я разом з синами багато часу приділяв для розвитку наукового та культурного життя держави, особливо її столиці Багдада. Він запросив вчених з Індії, зокрема представників буддійської віри. За його наказом Мухаммад аль-Надім зробив переклад численної літератури на арабську мову. Ця збірка отримала назву Кітаб аль-Фіхріст. До того ж Яг'я ібн Халід був значним меценатом поетів, вчених та письменників.
Правління Яг'я та його синів тривало 17 років. Проте у 803 році відбувся фактичний заколот. Династія Бармакидів була скинута, позбавлена усієї влади. Самого Яг'я ібн Халіда було заарештовано, позбавлено майна, статків й запроторено до в'язниці у місті Ар-Ракка. Тут він й помер у 806 році.
Серед причин падіння роду Бармакидів одні вбачають зміну особистих настроїв до представників Бармакидів з боку халіфа Гаруна ар-Рашида, інші — що вони стали жертвою боротьби між арабською та іранською групами при дворі, або Гарун ар-Рашид бажав керувати самостійно. До того ж у Бармакидів були сильні вороги в особі прихильників чистого ісламу.